# Ист-Хилл-Клифф Рэйлвэй
Фуникулёр «Ист-Хилл-Клифф Рэйлвэй» (также Ист-Хилл Лифт; англ. East Hill Cliff Railway) (рус. Железная дорога-Утёса-Восточного-Холма) — рельсовое транспортное средство с канатной тягой расположенное в английском приморском городе Гастингс (Восточный Сассекс). Обеспечивающее доступ к Загородному парку Гастингса (англ. Hastings Country Park), через Ист Хилл (Восточный холм), откуда открывается вид на Старый город и Рок-а-Нор (англ. Rock-a-Nore), область к востоку от Гастингса. С линии открывается вид на The Stade. Введено в эксплуатацию 10 августа 1902 года. Владелец и оператор — Совет боро Гастингс.
Имеет самый крутой угол из всех фуникулёров Великобритании.

## История

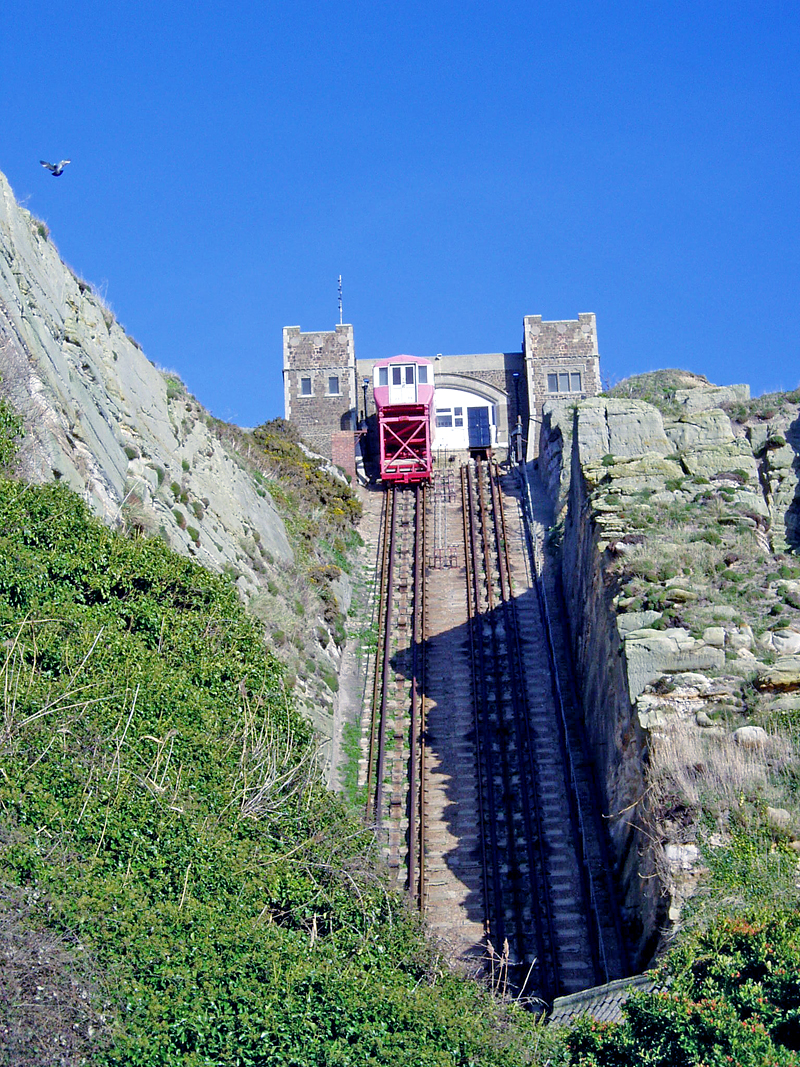
Верхняя станция и вагон в 2005 году, до закрытия и замены

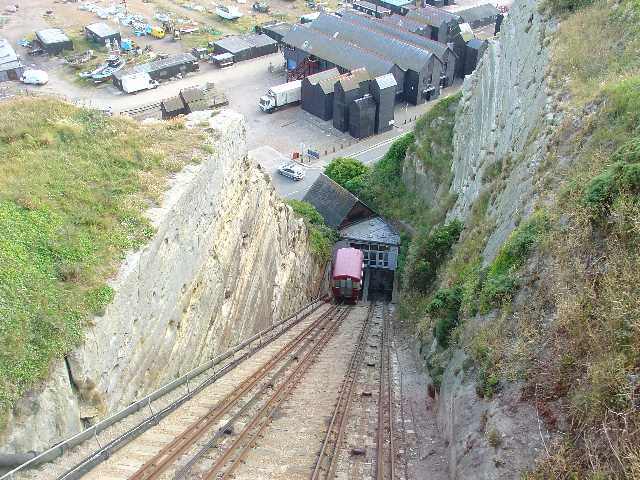
Вид вниз по линии

Линия была открыта в августе 1902 года советом боро Гастингс. Первоначально она эксплуатировалась по принципу водного баланса, а на двух башнях верхней станции для этой цели были предусмотрены резервуары для воды. Линия была модернизирована в 1973—1976 гг., в это время она была переоборудована под электрическую тягу и были поставлены новые вагоны.
Линия была закрыта в июне 2007 года из-за инцидента, когда из-за неисправности панели управления машины не смогли остановиться в нужной точке, что привело к повреждению как вагонов, так и станций. В 2008 году Совет боро Гастингс, принял решение о капитальном ремонте новых вагонов и новых систем управления и безопасности, а также о ремонте поврежденных станций. Линия была вновь открыта в марте 2010 года.
После закрытия линий на Бродстэрсе и Маргите, железная дорога Ист-Хилл-Клифф в настоящее время является фуникулерной железной дорогой с самым крутым углом уклона в Соединенном Королевстве. Ее дополняет железная дорога Вест-Хилл-Клифф Рэйлвэй (англ. West Hill Cliff Railway), которая обеспечивает доступ к замку Гастингс и пещерам Святого Клеменса (англ. St. Clements Caves).

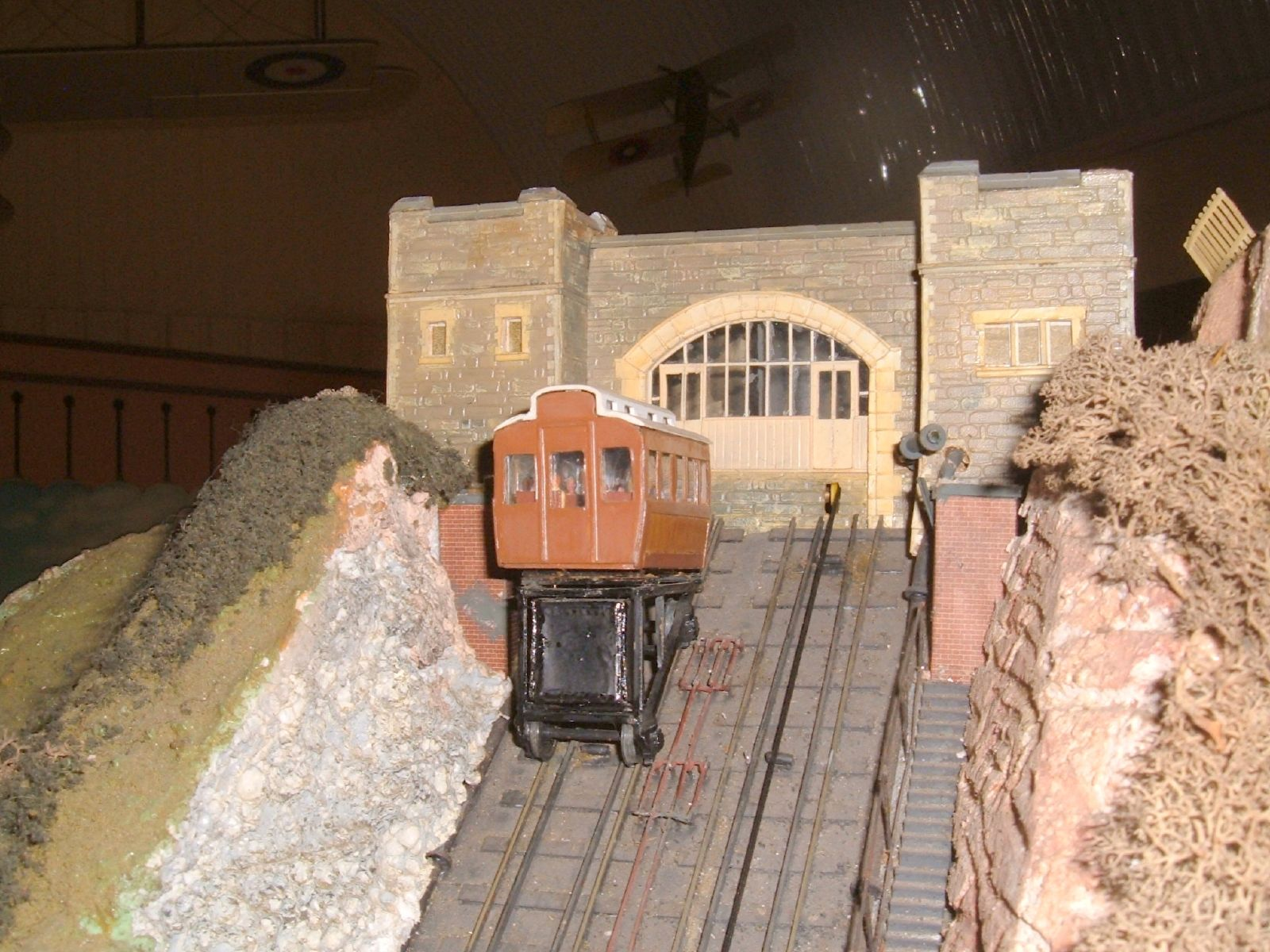
Модель верхней станции.

Модель железной дороги Ист-Хилл-Клифф Рэйлвэй выставлена на всеобщее обозрение в Брайтонском музее игрушек и моделей.

## Характеристики[10]
- Длина: 267 футов (81 м)
- Уклон: 78 %
- Вагонов: 2
- Вместимость: 16 пассажиров
- Конфигурация: Две колеи
- Колея: 1524 мм (5 Футов)
- Тяга: Электрическая